# گری (جورجیا)
گری، جورجیا (به انگلیسی: Gray, Georgia) یک شهر در ایالات متحده آمریکا با جمعیت ۲٬۰۸۴ نفر است که در جورجیا واقع شده‌است.

## موقعیت جغرافیایی
موقعیت جغرافیایی شهرها و مناطق اطراف به شرح زیر است: